# Calycomyza majuscula
Calycomyza majuscula är en tvåvingeart som beskrevs av Frick 1956. Calycomyza majuscula ingår i släktet Calycomyza och familjen minerarflugor. Inga underarter finns listade i Catalogue of Life.